# Ольховец (Елецкий район)
Ольховец — село Нижневоргольского сельского поселения Елецкого района Липецкой области.

## География
Село находится восточнее деревни Дерновка. Через него проходят просёлочные и автомобильная дорога. Севернее села имеется железнодорожная линия со станцией Пажень. Южнее протекает река Воргол и имеется достопримечательность «Воргольские скалы».

### Улицы
| - ул. Библиотечная - ул. Заовражная - ул. Лесная - ул. Медицинская | - ул. Полевая - ул. Понизовка - ул. Почтовая |

## Население
| 2010 |
| ---- |
| 436  |